# Imperator krępy

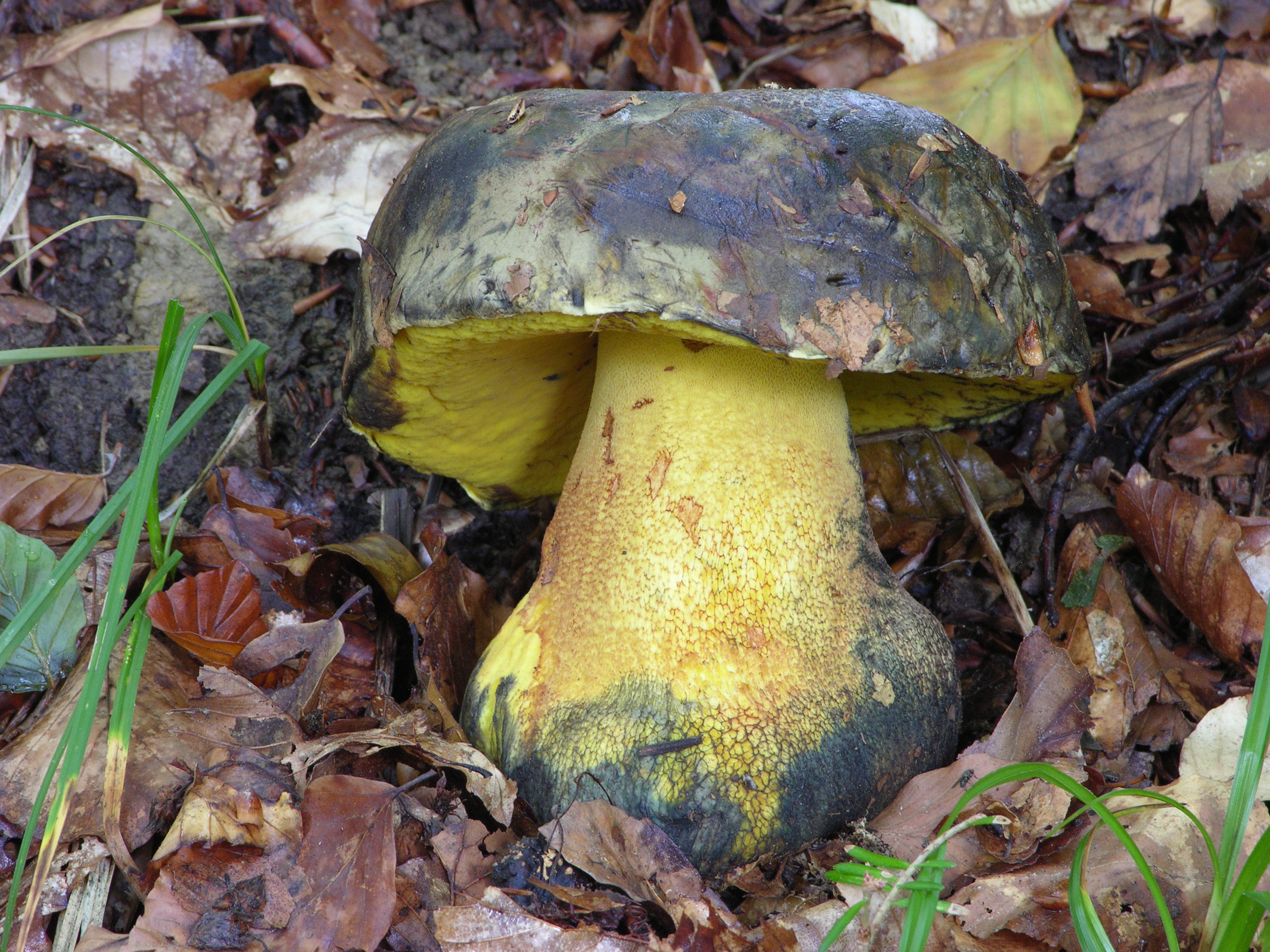
Siateczka na trzonie

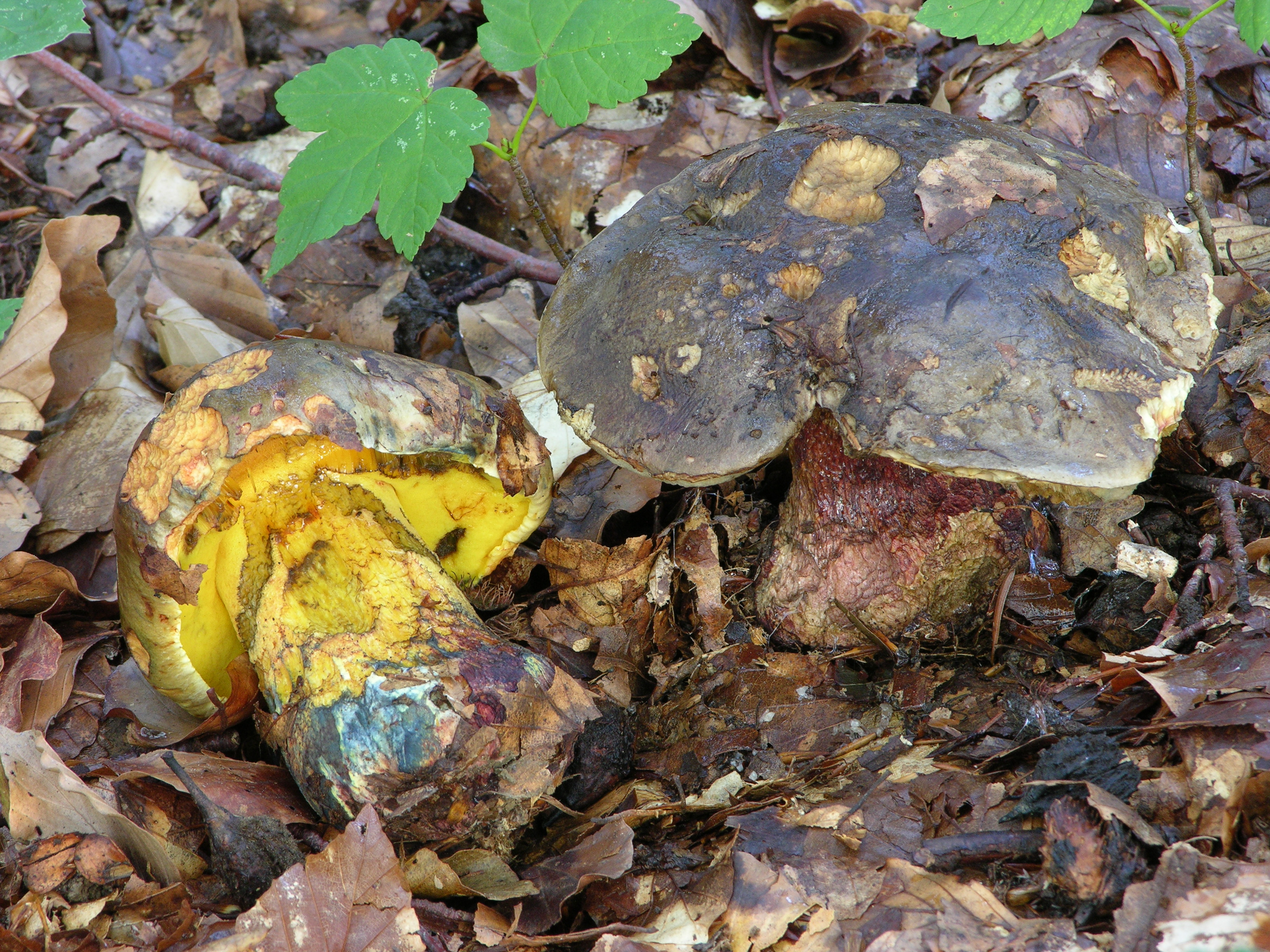
Kapelusz i spód owocnika

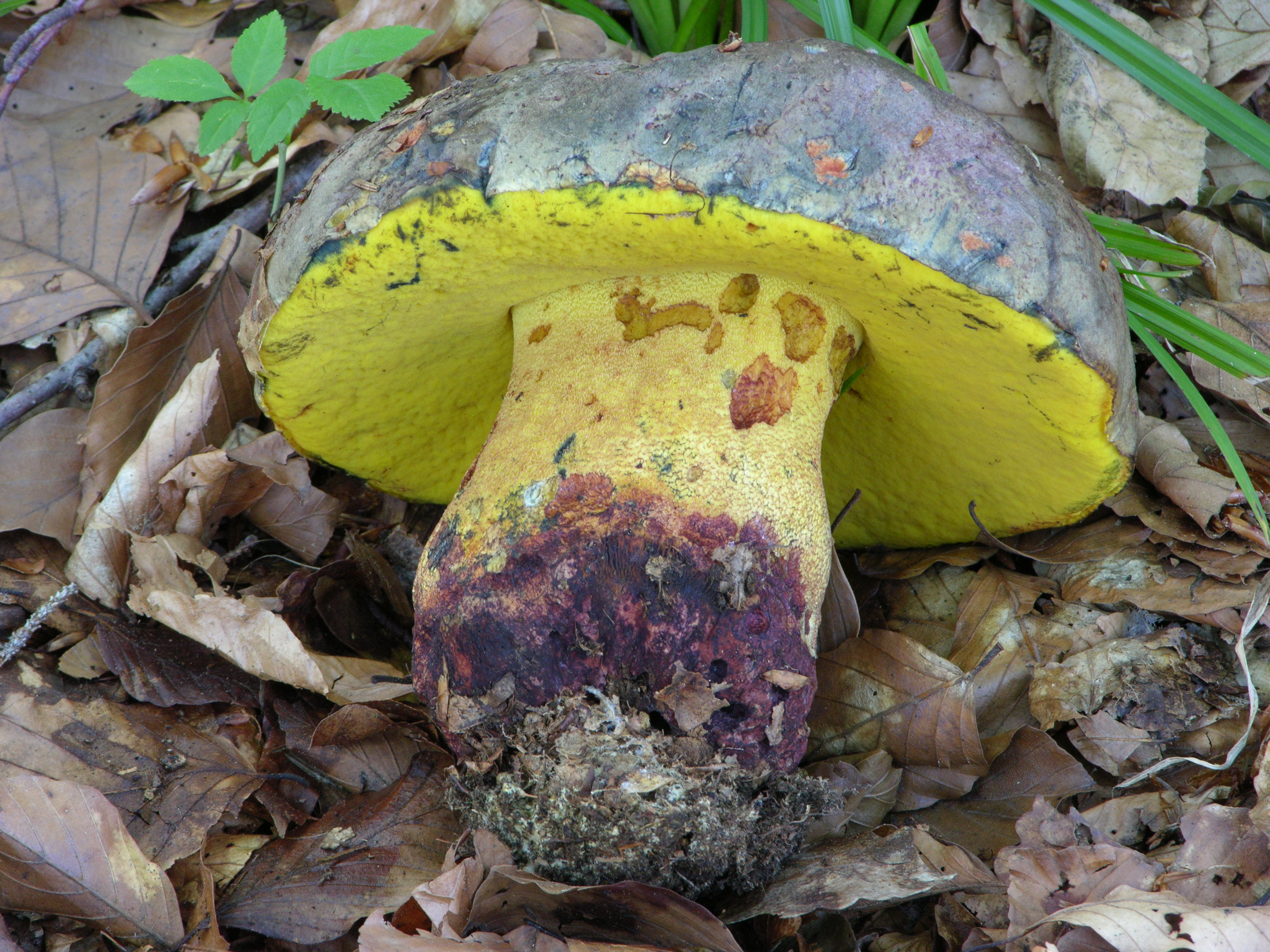
Hymenofor i trzon

Imperator krępy, borowik krępy, borowik ciężki (Imperator torosus (Fr.) Assyov et al.) – gatunek grzybów z rodziny borowikowatych (Boletaceae).

## Systematyka i nazewnictwo
Pozycja w klasyfikacji według Index Fungorum: Imperator, Boletaceae, Boletales, Agaricomycetidae, Agaricomycetes, Agaricomycotina, Basidiomycota, Fungi.
Po raz pierwszy takson ten zdiagnozował Elias Fries w 1835 r. opisując go jako Boletus torosus. W 2015 roku grupa naukowców w składzie: Boris Assyov, Jean-Michel Bellanger, Paul Bertéa, Régis Courtecuisse, Gerhard Koller, Michael Loizides, Guilhermina Marques, José Antonio Muńoz, Nicolň Oppicelli, Davide Puddu, Franck Richard oraz Pierre-Arthur Moreau, po wnikliwych badaniach filogenetycznych w obrębie rodzaju Boletus dowiedli, że gatunek ten jest jedynie dalece spokrewniony z Boletus edulis, w związku z czym takson został przeniesiony do nowo utworzonego rodzaju Imperator jako Imperator torosus. Jest to nazwa uznana przez Index Fungorum.
Synonimy naukowe:

- Boletus torosus Fr. 1835
- Boletus torosus var. torosus Fr. 1835
- Dictyopus torosus (Fr.) Quél. 1886
- Suillus torosus (Fr.) Kuntze 1898
- Boletus torosus var. gallicus Romagn. 1976
- Boletus torosus var. xanthus Cetto 1983
- Suillellus torosus (Fr.) Blanco-Dios 2015

Niektórzy autorzy podają polską nazwę borowik krępy(jest ona dosłownym tłumaczeniem nazwy łacińskiej, gdyż „torosus” oznacza „krzepki”, „krępy”, „muskularny”) lub borowik ciężki (ma ona odzwierciedlenie w wadze owocników tego grzyba, które są dość ciężkie w porównaniu z innymi grzybami o podobnej wielkości, krępy owocnik zawiera stosunkowo duże ilości chityny). Trzymanie owocnika w dłoni opisane jest jako „having a stone in your hand” (mieć kamień w dłoni). Nazwy borowik krępy lub borowik ciężki podaje także tłumaczony z języka czeskiego na polski atlas grzybów. Obie te nazwy były jednak nazwami nieoficjalnymi, niespójnymi z nazwą naukową. W 2024 r. Komisja ds. Polskiego Nazewnictwa Grzybów przy Polskim Towarzystwie Mykologicznym zarekomendowała nazwę imperator krępy.

## Morfologia
Kapelusz
O średnicy 6–20 cm, początkowo półkulisty, potem poduszkowaty, z wiekiem spłaszczony. Brzeg kapelusza początkowo podwinięty w dół i do środka, następnie stopniowo wywija się na zewnątrz, ostatecznie prostując się a czasami nawet zawijając się nieco w górę. Tekstura powierzchni kapelusza młodych owocników jest lekko aksamitna, z wiekiem staje się całkiem gładka. W wilgotną pogodę powierzchnia jest nieco lepka.
Zmieniający się z upływem czasu kolor kapelusza jest początkowo żółty lub złotożółty, następnie ochrowy, z wiekiem staje się ciemnobrązowy. Jeśli skórka kapelusza zostanie dotknięta, uciśnięta pojawiają się zmiany w kolorze, które zależą od wieku grzyba: uciśnięcia na młodych, żółtych kapeluszach stają się wiśniowo czerwone, podczas gdy na starszych ochrowo-brązowych kapeluszach stają się bordowo – fioletowe. Te zmiany kolorów wkrótce ustępują niebieskawym lub szarawym odcieniom, które po połączeniu nadają kapeluszowi zróżnicowany wygląd.
Rurki
Rurki hymenoforu są najpierw cytrynowożółte, potem jasnożółte, wreszcie o nieco oliwkowym zabarwieniu, początkowo przyrośnięte do trzonu, później wolne, uszkodzone natychmiast niebieszczeją. Pory rurek są okrągłe i małe, w kolorze rurek. Żółty kolor staje się mniej intensywny wraz z wiekiem, czasem, u starszych owocników pojawia się rdzawe zabarwienie na porach.
Trzon
Przysadzisty trzon ma 6–15 cm wysokości i 3–6 cm średnicy. W kształcie jajka za młodu, wydłuża się nieco w miarę wzrostu grzyba, ale nadal jest bulwiasty, szeroko maczugowaty u starych owocników. Trzon dojrzałych owocników jest zazwyczaj trochę krótszy niż średnica kapelusza. Początkowo ma on mniej więcej taki sam kolor jak kapelusz, ale z wiekiem rozwija zabarwienie winnoczerwone u podstawy i żółtobrązowe u góry. Powierzchnia pokryta w całości dobrze rozwiniętą, drobną siateczką, na początku białawą, potem żółtą, czerwonawą, a u starych owocników nawet brązowawą, która zmienia kolor na błękitny po stłuczeniu.
Miąższ
Miąższ cytrynowy żółty, silnie, niemal natychmiast zabarwiający się po przecięciu i wystawieniu na działanie powietrza na kolor zielonkawoniebieski lub ciemnoniebieski, ale po pewnym czasie wybarwia się ponownie do żółtego. Zapach nieco nieprzyjemny. Smak łagodny, nie wyróżniający się.
Wysyp zarodników
Oliwkowobrązowy. Zarodniki są gładkie i owalne, o wymiarach 12-15 × 5–6,5 μm.

## Występowanie i siedlisko
Spotykany w całej Europie, notowany aż do Kaukazu na wschodzie i Izraela na południu. Jest jednak prawdopodobnie najrzadszym grzybem rurkowym występującym w Europie. Jego występowanie zostało potwierdzone w Polsce, Czechach, Hiszpanii, Portugalii, Wielkiej Brytanii, Szwajcarii, Austrii, Czarnogórze, Słowenii, Bośni i Hercegowinie, Grecji, na Słowacji, Węgrzech i w Chorwacji. Jest to gatunek bardzo rzadki we wszystkich tych krajach, jedynie na Węgrzech wydaje się stosunkowo powszechny. W Wielkiej Brytanii jest on wymieniony jako „priority species” (priorytetowy gatunek) – gatunek zagrożony, wymagający działań ochronnych w ramach brytyjskiego planu działań na rzecz różnorodności biologicznej (UK Biodiversity Action Plan). Podobnie znajduje się na liście chronionych gatunków grzybów wielkoowocnikowych w Czarnogórze.
W Polsce występuje bardzo rzadko, pod jodłami. Brak jego stanowisk w piśmiennictwie naukowym. Znane są trzy jego stanowiska podane na internetowych portalach grzybiarzy: jedno w okolicach Żywca, drugie w Pieninach, trzecie w okolicach Rzeszowa.
Grzyb ektomykoryzowy. Owocniki pojawiają się pojedynczo lub w małych grupach. W Europie Środkowej owocniki wytwarza od lipca do września, w drzewostanach iglastych lub mieszanych, gdzie tworzy mykoryzę z jodłami i bukami. Preferuje ciepłe, suche miejsca oraz podłoże wapienne, spotykany do wysokość około 1300 m n.p.m. Ma jednak zupełnie inną ekologię w ciepłych regionach południowej Europy, gdzie rośnie w świetlistych dąbrowach kserotermicznych pod różnymi gatunkami dębu, np. dębem burgundzkim (Quercus cerris), dębem omszonym (Quercus pubescens), dębem ostrolistnym (Quercus ilex). W niektórych publikacjach wymienia się również kasztan jadalny (Castanea sativa). Występuje pod dębami palestyńskimi (Quercus calliprinos) w lesie Bar’am w Górnej Galilei.

## Znaczenie
Grzyb jadalny.
Grzyb ten powoduje zwiększanie wrażliwości na alkohol, podobnej do tej spowodowanej przez czernidłaka pospolitego. W 1994 roku naukowcy Ulrich Kiwitt i Hartmut Laatsch poszukiwali podobnej mieszanki do kopryny w borowiku ponurym (Suillellus luridus) oraz podobnych gatunkach. Nie znaleźli żadnego śladu takich substancji w borowiku ponurym, ale znaleźli je za to w rzadkim Imperator torosus (opisywanym wówczas pod nazwą Boletus torosus). Stwierdzili, że najbardziej prawdopodobnym wyjaśnieniem incydentów historycznych, była błędna identyfikacja Imperator torosus jako Suillellus luridus. Jednakże jak do tej pory nie odnotowano żadnych klinicznych przypadków nadwrażliwości na alkohol po spożyciu Imperator torosus